# Koźmice
Koźmice – wieś w Polsce położona w województwie dolnośląskim, w powiecie ząbkowickim, w gminie Ciepłowody.

## Podział administracyjny
W latach 1975–1998 miejscowość administracyjnie należała do województwa wałbrzyskiego.

## Zabytki
Do wojewódzkiego rejestru zabytków wpisany jest:
- zespół pałacowy, z XVII-XX w.:
  - pałac, z 1696 r., 1916 r.
  - park z aleją z żywotnika olbrzymiego, z XIX w.